# Otto Lehner
Otto Lehner (ur. 20 sierpnia 1898 w Gränichen, zm. w 1977) – szwajcarski kolarz szosowy, srebrny medalista mistrzostw świata.

## Kariera
Największy sukces w karierze Otto Lehner osiągnął w 1924 roku, kiedy zdobył srebrny medal w wyścigu ze startu wspólnego amatorów podczas mistrzostw świata w Paryżu. W zawodach tych wyprzedził jedynie Francuz André Leducq, a trzecie miejsce zajął kolejny reprezentant Francji – Armand Blanchonnet. Był to jednak jedyny medal wywalczony przez Lehnera na międzynarodowej imprezie tej rangi. W tej samej konkurencji był dziesiąty na rozgrywanych rok później mistrzostwach świata w Apeldoorn. W międzyczasie wystartował na igrzyskach olimpijskich w Amsterdamie, gdzie był czternasty indywidualnie oraz czwarty drużynowo. Jeszcze jako amator wygrał Mistrzostwa Zurychu w 1925 roku, a dwa lata wcześniej był drugi. Na zawodowstwo przeszedł w 1926 roku, zajmując drugie miejsce w Mistrzostwach Zurychu i trzecie w Berner Rundfahrt. W tym ostatnim wyścigu zajął także trzecią pozycję w 1927 roku. W 1927 roku zakończył karierę.